# Таміка танайська
Та́міка танайська (Cisticola restrictus) — вид горобцеподібних птахів родини тамікових (Cisticolidae). Ендемік Кенії (імовірно, присутній також в Сомалі).

## Опис
Довжина птаха становить 13 см, вага 12-15 г. Обличчя кремове, щоки сіро-коричневі, тім'я рудувато-коричневе, верхня частина тіла сіро-коричнева, поцяткована темно-=коричневими плямками. Крила темно-коричневі з попелясто-сірими краями. Хвіст коричневий з темною смугою. Нижня частина тіла кремова, горло і живіт світліші. Райдужкі карі, дзьоб темно-коричневий, біля основи світло-коричневий, лапи рожевуваті.

## Поширення і екологія
Цей малодосліджений птах мешкає в сухих чагарникових і акацієвих заростях в нижній течії річки Тана на висоті до 500 над рівнем моря.

## Статус
Танайська таміка була описана в 1967 році Мелвіном Альвою Тейлором- молодшим за шістьма музейними зразками, зібраними в Кенії. Статус танайської таміки є дискусіним. Деякі дослідники вважають її гібридом попелястої та іржастоголової таміки.